# アネマリー・モル
アネマリー・モル (Annemarie Mol, 1958年9月13日-)は、 オランダの人類学者・哲学者で、アムステルダム大学の教授。専門は身体人類学である。 1990年から1995年にかけて「医療における差異(Differences in Medicine)」の研究に対しオランダ・リサーチ・カウンシル(NWO)よりコンスタンティン & クリスティアーン・ホイヘンス 研究奨励金を獲得した。また2010年には、「西洋的な実践と理論における食べる身体(The Eating Body in Western Practice and Theory)」の研究に対し、欧州リサーチ・カウンシルのアドバンスト・グラントを獲得した。

## 研究
モルは、ポスト・アクターネットワーク理論の発展、および、科学やテクノロジー、医療に対するフェミニズム 的な解釈の発展に寄与した。初期の研究では、医療の実践における遂行性（パフォーマティビティ）を明らかにすることが目指された。この中でモルは、リアリティがこれらの実践の中で生み出されることを考察するとともに、実践が異なればリアリティも異なるということを示している。
モルが示すように、身体とは「多(multiple)」である。それは「一(one)」より多く、「複数(many)」より少ない。なぜならば、異なるバージョンの身体は、同じ医療の実践の中で重なりあっており、それは「一」でもなく「複数」でもなく、あくまで「多」なのだ。これは、存在論（それは、何かであること、存在、あるいは、何かであることのカテゴリーにいて探求する哲学の一派である）についての経験論的な議論である。モルは、これらの議論の一環として、「存在論的政治学」という考え方を発展させ、実践間で、リアリティ、および、ありうる状況が異なるのであれば、それは所与のものではなく変わりうるものだと論じている。
モルは、2013年より オランダ王立芸術科学アカデミー のメンバーである。これまでに、ジョン・ローをはじめ、幅広い研究者と書籍を執筆し、研究を展開してきた。
また近年の講演においては、グローバリゼーションの概念を、自然に見られる相互連関と結びつけるような議論も行っている。

## 受賞
- 2004- ルドヴィック・フレック (科学社会学会(4s))賞。[9]書籍『多としての身体』[3][4]に対する受賞
- 2012- スピノザ賞[10]

## 主な著書
- Mol, Annemarie; Berg, Marc (1998). Differences in medicine: unraveling practices, techniques, and bodies. Durham, North Carolina: Duke University Press. ISBN 9780822321743
- Mol, Annemarie; Law, John (2002). Complexities: social studies of knowledge practices. Durham, North Carolina: Duke University Press. ISBN 9780822328469
- Mol, Annemarie (2002). The body multiple: ontology in medical practice. Durham, North Carolina: Duke University Press. ISBN 9780822329176（邦訳）アネマリー・モル『多としての身体 : 医療実践における存在論』水声社、2016年9月。ISBN 9784801001961。
- Mol, Annemarie (2008). The logic of care: health and the problem of patient choice. London New York: Routledge. ISBN 9780415453431（邦訳）アネマリー・モル『ケアのロジック : 選択は患者のためになるか』水声社、2020年7月。ISBN 9784801005044。
- Mol, Annemarie (2021). Eating in Theory. Durham: Duke University Press. ISBN 9781478010371[11]（邦訳） アネマリー・モル『食べる : 理論のためのレッスン』水声社、2024年4月。ISBN 9784801008038。

## 講演
- Mol, Annemarie (2013); Alexander von Humboldt Lecture: What Methods Do.[12]